# مجلس الوزراء البحريني 2010
مجلس الوزراء البحريني 2010 أو الحكومة البحرينية الثامنة, تشكلت الحكومة في يوم الثلثاء 2 نوفمبر 2010  بموجب المرسوم الملكي رقم 59 لسنة 2010 الذي أصدره صاحب الجلالة الملك حمد بن عيسى آل خليفة ملك مملكة البحرين وذالك بعد أستقالة الحكومة السابقة في يوم الأحد 31 أكتوبر 2010 وصدور أمر ملكي بقبول أستقالتها ، وأصدر صاحب الجلالة ملك مملكة البحرين في 31 أكتوبر 2010 أمر ملكي بتعين صاحب السمو الملكي الأمير خليفة بن سلمان آل خليفة رئيساً لمجلس الوزراء وتكليفه بترشيح أعضاء الحكومة الجديدة وصدر مرسوم تشكيل الحكومة في 2 نوفمبر 2010 ، واستقالت الحكومة في يوم الأحد 30 نوفمبر 2014 عملاً بالمادة 33 من الدستور والتي تنص على تشكيل حكومة جديدة بعد الأنتخابات البرلمانية وأصدر صاحب الجلالة ملك مملكة البحرين في نفس اليوم أمر ملكي بقبول أستقالة الحكومة وتكليف رئيس مجلس الوزراء بتصريف العاجل من أمور الدولة حتى تشكيل الحكومة الجديدة. 

## أعضاء مجلس الوزراء

### التشكيل الوزاري بعد تعديله في 11 مارس 2013 وحتى أستقالة الحكومة في 30 نوفمبر 2014
| الأيم | المنصب                                 | تاريخ تولي المنصب |
| --- | -------------------------------------- | ----------------- |
| الأمير خليفة بن سلمان آل خليفة                                                                                          | رئيس مجلس الوزراء                      | 15 أغسطس 1971     |
| الأمير سلمان بن حمد آل خليفة                                                                                            | النائب الأول لرئيس مجلس الوزراء        | 11 مارس 2013      |
| الشيخ محمد بن مبارك آل خليفة                                                                                            | نائب رئيس مجلس الوزراء                 | 11 نوفمبر 2002    |
| الشيخ علي بن خليفة آل خليفة                                                                                             | نائب رئيس مجلس الوزراء                 | 26 سبتمبر 2005    |
| جواد بن سالم العريض | نائب رئيس مجلس الوزراء                 | 11 ديسمبر 2006    |
| الشيخ خالد بن عبدالله آل خليفة                                                                                          | نائب رئيس مجلس الوزراء                 | 2 نوفمبر 2010     |
| محمد بن أبراهيم المطوع                                                                                                  | وزير الدولة لشؤون المتابعة             | 2 نوفمبر 2010     |
| الشيخ محمد بن عبدالله آل خليفة                                                                                          | وزير الدولة لشؤون الدفاع               | 11 ديسمبر 2006    |
| عبدالعزيز بن محمد الفاضل                                                                                                | وزير الدولة لشؤون مجلسي النواب والشورى | 11 نوفمبر 2002    |
| الشيخ راشد بن عبدالله آل خليفة                                                                                          | وزير الداخلية                          | 22 مايو 2004      |
| الشيخ خالد بن أحمد بن محمد آل خليفة                                                                                     | وزير الخارجية                          | 26 سبتمبر 2005    |
| الدكتور حسن بن عبدالله فخرو                                                                                             | وزير الصناعة والتجارة                  | 14 يناير 2005     |
| فهمي بن علي الجودر | وزير الكهرباء والماء                   | 2 نوفمبر 2010     |
| جميل بن محمد علي حميدان                                                                                                 | وزير العمل                             | 27 فبراير 2011    |
| الشيخ أحمد بن محمد آل خليفة                                                                                             | وزير المالية                           | 14 يناير 2005     |
| غانم بن فضل البوعينين                                                                                                   | وزير الدولة للشؤون الخارجية            | 24 أبريل 2012     |
| الدكتور ماجد بن علي النعيمي                                                                                             | وزير التربية والتعليم                  | 11 نوفمبر 2002    |
| الدكتور مجيد بن محسن العلوي                                                                                             | وزير الأسكان                           | 27 فبراير 2011    |
| الدكتور عبدالحسين ميرزا                                                                                                 | وزير الطاقة                            | 27 فبراير 2011    |
| الدكتورة فاطمة محمد البلوشي                                                                                             | وزيرة التنمية الأجتماعية               | 14 يناير 2005     |
| كمال أحمد محمد | وزير شؤون مجلس الوزراء                 | 27 فبراير 2011    |
| الشيخ خالد بن علي ال خليفة                                                                                              | وزير العدل والشؤون الأجتماعية          | 11 ديسمبر 2006    |
| الدكتور صلاح بن محمد علي                                                                                                | وزير الدولة لشؤون حقوق الانسان         | 24 أبريل 2012     |
| سميرو بنت أبراهيم رجب                                                                                                   | وزيرة الدولة لشؤون الأعلام             | 24 أبريل 2012     |
| الدكتور نزار بن صادق البحارنة                                                                                           | وزير الصحة                             | 27 فبراير 2011    |
| الشيخة مي بنت محمد آل خليفة                                                                                             | وزيرة الثقافة                          | 2 نوفمبر 2010     |
| عصام بن عبدالله خلف | وزير الأشغال                           | 2 نوفمبر 2010     |
| الدكتور جمعة بن أحمد الكعبي                                                                                             | وزير شؤون البلديات والتخطيط العمراني   | 2 نوفمبر 2010     |
| في 11 مارس 2013 صدر مرسوماً بتعين الأمير سلمان بن حمد آل خليفة ولي العهد نائب القائد الأعلى نائباً أول لرئيس مجلس الوزراء |                                        |                   |

### التشكيل الوزاري بعد تعديله في 24 أبريل 2012
| الأسم | المنصب                                 | تاريخ تولي المنصب |
| --- | -------------------------------------- | ----------------- |
| الأمير خليفة بن سلمان آل خليفة | رئيس مجلس الوزراء                      | 15 أغسطس 1971     |
| الشيخ محمد بن مبارك ال خليفة | نائب رئيس مجلس الوزراء                 | 11 نوفمبر 2002    |
| الشيخ علي بن خليفة آل خليفة | نائب رئيس مجلس الوزراء                 | 26 سبتمبر 2005    |
| جواد بن سالم العريض | نائب رئيس مجلس الوزراء                 | 11 ديسمبر 2006    |
| الشيخ خالد بن عبدالله آل خليفة | نائب رئيس مجلس الوزراء                 | 2 نوفمبر 2010     |
| محمد بن أبراهيم المطوع | وزير الدولة لشؤون المتابعة             | 2 نوفمبر 2010     |
| الشيخ محمد بن عبدالله آل خليفة | وزير الدولة لشؤون الدفاع               | 11 ديسمبر 2006    |
| عبدالعزيز بن محمد الفاضل | وزير الدولة لشؤون مجلسي النواب والشورى | 11 نوفمبر 2002    |
| الشيخ راشد بن عبدالله آل خليفة | وزير الداخلية                          | 22 مايو 2004      |
| الشيخ خالد بن أحمد بن محمد ال خليفة | وزير الخارجية                          | 26 سبتمبر 2005    |
| الدكتور حسن بن عبدالله فخرو | وزير الصناعة والتجارة                  | 14 يناير 2005     |
| فهمي بن علي الجودر | وزير الكهرباء والماء                   | 2 نوفمبر 2010     |
| جميل بن محمد علي حميدان | وزير العمل                             | 27 فبراير 2011    |
| الشيخ أحمد بن محمد آل خليفة | وزير المالية                           | 14 يناير 2005     |
| غانم بن فضل البوعينين | وزير الدولة للشؤون الخارجية            | 24 أبريل 2012     |
| الدكتور ماجد بن علي النعيمي | وزير التربية والتعليم                  | 11 نوفمبر 2002    |
| الدكتور مجيد بن محسن العلوي | وزير الأسكان                           | 27 فبراير 2011    |
| الدكتور عبدالحسين ميرزا | وزير الطاقة                            | 27 فبراير 2011    |
| الدكتورة فاطمة محمد البلوشي | وزيرة التنمية الأجتماعية               | 14 يناير 2005     |
| كمال أحمد محمد | وزير شؤون مجلس الوزراء                 | 27 فبراير 2011    |
| الشيخ خالد بن علي ال خليفة | وزير العدل والشؤون الأجتماعية          | 11 ديسمبر 2006    |
| الدكتور صلاح بن محمد علي | وزير الدولة لشؤون حقوق الانسان         | 24 أبريل 2012     |
| سميرو بنت أبراهيم رجب | وزيرة الدولة لشؤون الأعلام             | 24 أبريل 2012     |
| الدكتور نزار بن صادق البحارنة | وزير الصحة                             | 27 فبراير 2011    |
| الشيخة مي بنت محمد آل خليفة | وزيرة الثقافة                          | 2 نوفمبر 2010     |
| عصام بن عبدالله خلف | وزير الأشغال                           | 2 نوفمبر 2010     |
| الدكتور جمعة بن أحمد الكعبي | وزير شؤون البلديات والتخطيط العمراني   | 2 نوفمبر 2010     |
| في 24 أبريل 2012 صدر مرسوماً بتعديل وزاري حيث تم تعين غانم بن فضل البوعينين وزيراً للدولة للشؤون الخارجية والدكتور صلاح بن علي محمد وزيراً للدولة لشؤون حقوق الأنسان وسميرة بنت أبراهيم رجب وزيرة للدولة لشؤون الأعلام |                                        |                   |

### التشكيل الوزاري بعد تعديله في 27 فبراير 2011
| الأسم | المنصب                                 | تاريخ تولي المنصب |
| --- | -------------------------------------- | ----------------- |
| الأمير خليفة بن سلمان آل خليفة | رئيس مجلس الوزراء                      | 15 أغسطس 1971     |
| الشيخ محمد بن مبارك آل خليفة | نائب رئيس مجلس الوزراء                 | 11 نوفمبر 2002    |
| الشيخ علي بن خليفة آل خليفة | نائب رئيس مجلس الوزراء                 | 26 سبتمبر 2005    |
| جواد بن سالم العريض | نائب رئيس مجلس الوزراء                 | 11 ديسمبر 2006    |
| الشيخ خالد بن عبدالله آل خليفة | نائب رئيس مجلس الوزراء                 | 2 نوفمبر 2010     |
| محمد بن أبراهيم المطوع | وزير الدولة لشؤون المتابعة             | 2 نوفمبر 2010     |
| الشيخ محمد بن عبدالله آل خليفة | وزير الدولة لشؤون الدفاع               | 11 ديسمبر 2006    |
| عبدالعزيز بن محمد الفاضل | وزير الدولة لشؤون مجلسي النواب والشورى | 11 نوفمبر 2002    |
| الشيخ راشد بن عبدالله آل خليفة | وزير الداخلية                          | 22 مايو 2004      |
| الشيخ خالد بن أحمد بن محمد آل خليفة | وزير الخارجية                          | 26 سبتمبر 2005    |
| الدكتور حسن بن عبدالله فخرو | وزير الصناعة والتجارة                  | 14 يناير 2005     |
| فهمي بن علي الجودر | وزير الكهرباء والماء                   | 2 نوفمبر 2010     |
| جميل بن محمد علي حميدان | وزير العمل                             | 27 فبراير 2011    |
| الشيخ أحمد بن محمد آل خليفة | وزير المالية                           | 14 يناير 2005     |
| الدكتور ماجد بن علي النعيمي | وزير التربية والتعليم                  | 11 نوفمبر 2002    |
| الدكتور مجيد بن محسن العلوي | وزير الأسكان                           | 27 فبراير 2011    |
| الدكتور عبدالحسين ميرزا | وزير الطاقة                            | 27 فبراير 2011    |
| الدكتورة فاطمة محمد البلوشي | وزيرة التنمية الأجتماعية               | 14 يناير 2005     |
| كمال أحمد محمد | وزير شؤون مجلس الوزراء                 | 27 فبراير 2011    |
| الشيخ خالد بن علي ال خليفة | وزير العدل والشؤون الأجتماعية          | 11 ديسمبر 2006    |
| الدكتور نزار بن صادق البحارنة | وزير الصحة                             | 27 فبراير 2011    |
| الشيخة مي بنت محمد ال خليفة | وزيرة الثقافة                          | 2 نوفمبر 2010     |
| عصام بن عبدالله خلف | وزير الأشغال                           | 2 نوفمبر 2010     |
| الدكتور جمعة بن أحمد الكعبي | وزير شؤون البلديات والتخطيط العمراني   | 2 نوفمبر 2010     |
| في 27 فبراير 2011 صدر مرسوماً بتعديل وزاري تعين حيث تم تعين الدكتور مجيد العلوي وزيراً للأسكان والدكتور عبدالحسين ميرزا وزيراً للطاقة والدكتور نزار بن صادق الحارنة وزيراً للصحة وجميل بن محمد علي حميدان وزيراً للعمل وكمال بن أحمد محمد وزيراً لشؤون مجلس الوزراء |                                        |                   |

### التشكيل الوزاري من 2 نوفمبر 2010 حتى 27 فبراير 2011
| الأسم                                  | المنصب                                 | تاريخ تولي المنصب |
| -------------------------------------- | -------------------------------------- | ----------------- |
| الأمير خليفة بن سلمان آل خليفة         | رئيس مجلس الوزراء                      | 15 أغسطس 1971     |
| الشيخ محمد بن مبارك آل خليفة           | نائب رئيس مجلس الوزراء                 | 11 نوفمبر 2002    |
| الشيخ علي بن خليفة آل خليفة            | نائب رئيس مجلس الوزراء                 | 26 سبتمبر 2005    |
| جواد بن سالم العريض                    | نائب رئيس مجلس الوزراء                 | 11 ديسمبر 2006    |
| الشيخ خالد بن عبدالله آل خليفة         | نائب رئيس مجلس الوزراء                 | 2 نوفمبر 2010     |
| محمد بن أبراهيم المطوع                 | وزير الدولة لشؤون المتابعة             | 2 نوفمبر 2010     |
| الشيخ محمد بن عبدالله آل خليفة         | وزير الدولة لشؤون الدفاع               | 11 ديسمبر 2006    |
| عبدالعزيز بن محمد الفاضل               | وزير الدولة لشؤون مجلسي النواب والشورى | 11 نوفمبر 2002    |
| الشيخ راشد بن عبدالله آل خليفة         | وزير الداخلية                          | 22 مايو 2004      |
| الشيخ خالد بن أحمد بن محمد آل خليفة    | وزير الخارجية                          | 26 سبتمبر 2005    |
| الدكتور حسن بن عبدالله فخرو            | وزير الصناعة والتجارة                  | 14 يناير 2005     |
| فهمي بن علي الجودر                     | وزير الكهرباء والماء                   | 2 نوفمبر 2010     |
| الشيخ أبراهيم بن خليفة بن علي آل خليفة | وزير الأسكان                           | 11 ديسمبر 2007    |
| الشيخ أحمد بن محمد آل خليفة            | وزير المالية                           | 14 يناير 2005     |
| الدكتور ماجد بن علي النعيمي            | وزير التربية والتعليم                  | 11 نوفمبر 2002    |
| الدكتور مجيد بن محسن العلوي            | وزير العمل                             | 11 ديسمبر 2006    |
| الدكتور عبدالحسين ميرزا                | وزير شؤون النفط والغار                 | 11 نوفمبر 2002    |
| الدكتورة فاطمة محمد البلوشي            | وزيرة التنمية الأجتماعية               | 14 يناير 2005     |
| الشيخ أحمد عطية الله آل خليفة          | وزير شؤون مجلس الوزراء                 | 11 ديسمبر 2006    |
| الشيخ خالد بن علي ال خليفة             | وزير العدل والشؤون الأجتماعية          | 11 ديسمبر 2006    |
| الدكتور نزار بن صادق البحارنة          | وزير الدولة لشؤون الخارجية             | 11 ديسمبر 2006    |
| الشيخة مي بنت محمد آل خليفة            | وزيرة الثقافة                          | 2 نوفمبر 2010     |
| الدكتور فيصل يعقوب الحمر               | وزير الصحة                             | 2 نوفمبر 2010     |
| عصام بن عبدالله خلف                    | وزير الأشغال                           | 2 نوفمبر 2010     |
| الدكتور جمعة بن أحمد الكعبي            | وزير شؤون البلديات والتخطيط العمراني   | 2 نوفمبر 2010     |